# Schloss Alswangen

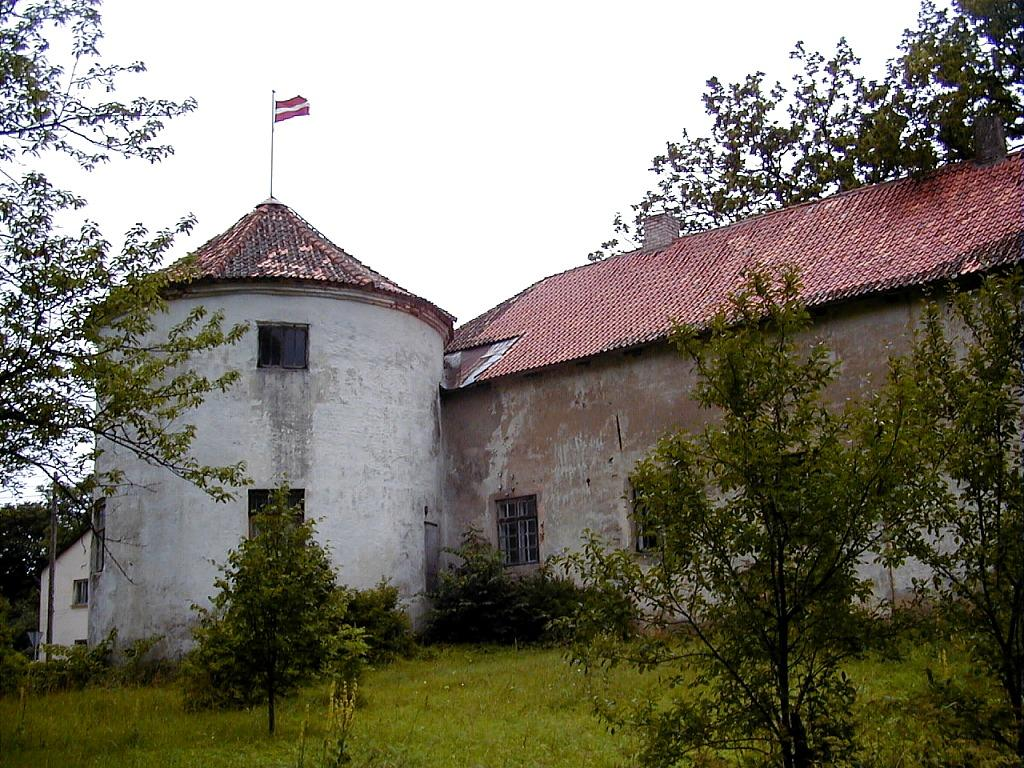
Schloss Alswangen

Das Schloss Alswangen (lettisch Alsungas viduslaiku pils) befindet sich bei Alsunga (deutschbaltisch: Alswangen, Alschwangen) im historischen Kurland im Westen von Lettland. Der Ort wurde erstmals in dem die Kuren betreffenden Vertrag des Papstes mit Alna Balduin erwähnt.

## Geschichte
Am 4. April 1253 wurde die Landschaft Alschwangen dem Livländischen Orden zugeteilt, aber erst 1341 wurde erstmals eine Burg urkundlich erwähnt. Unter Ordensmeister Wilhelm von Friemersheim wurde 1373 eine steinerne Ordensburg erbaut.
Alswangen war der Komturei Goldingen unterstellt und sollte als Beiburg der deutlich größeren Ordensburg Goldingen die Handelswege zwischen Preußen und Livland schützen. Die Ordensburg verlor im Laufe der Zeit an militärischer Bedeutung und ging nach der Säkularisierung des livländischen Zweigs des Deutschen Ordens 1560 in den Privatbesitz an Friedrich von Kanitz über. Bereits 1573 wechselte die Burg jedoch wieder den Besitzer und verblieb bis 1728 im Eigentum der Familie von Schwerin. In den folgenden Jahren wurde sie während der Polnisch-Schwedischen Kriege mehrmals beschädigt, jedoch immer wieder aufgebaut. Im Jahr 1623 heiratete ihr Eigentümer Graf Johann Ulrich von Schwerin die katholische Barbara Konarska und brachte damit den Katholizismus nach Alswangen. Infolge der Missionsarbeit der von Johann Ulrich von Schwerin in die Region gerufenen Jesuiten wandte sich ein Teil der Bevölkerung dem katholischen Glauben zu, deren Nachkommen heute als katholische Minderheit der Suiti in und um Alswangen leben.
Im Jahr 1738 kam Alswangen in den Besitz der Herzöge vom Herzogtum Kurland und Semgallen. Seitdem war die Anlage das Verwaltungszentrum des Gutes Alswangen. Im Jahr 1741 wurde die mittelalterliche Burg zu einem Schloss im barocken Stil umgebaut. 1796 wurde das Schloss and die russischen Krone verkauft.
Nachdem die Schlossanlage 1920 verstaatlicht worden war, wurde dort 1925 eine Molkerei eingerichtet. Im Jahr 1939 wurde der zweite Stock erweitert und das Gebäude für die örtliche Schule umgebaut.

## Beschreibung
Die Ordensburg Alswangen war als Wirtschaftsburg angelegt und verfügte über eine Mühle um den Getreidezehnten an Ort und Stelle zu mahlen.
Das aus einem Mauerviereck von 65 × 60 m bestehende Schloss liegt auf einem kleinen Hügel am Ufer des kleinen Flusses Kauliņa. Innerhalb der Burgmauern war im Mittelalter lediglich ein einziger Flügel (nordost) ausgebaut; dieser enthielt die mit Tonnengewölben gedeckten Besatzungsräume und Speicher. An den übrigen Seiten des Hofes standen im Mittelalter vermutlich Wirtschaftsgebäude aus Holz. Erst in neuerer Zeit ist an der Südseite ein Steingebäude angelegt worden. Im Jahr 1372 wurde das ursprüngliche, vermutlich noch hölzerne Ordensgebäude durch ein neues steinernes ersetzt. Die Burg Alschwangen hat wohl noch im späten Mittelalter eine wichtige Rolle gespielt, denn zu dieser Zeit ist sie den neuen Anforderungen gemäß befestigt worden. An der Südwest- und Nordostecke wurden jetzt mächtige Kanonentürme errichtet, deren bis heute unverändert erhaltenes Mauerwerk die Entwicklung der Details an den Befestigungsbauten des 15. und 16. Jahrhunderts gut beleuchtet.
Der westliche Flügel wurde außerhalb der Burgmauern errichtet und kam erst zu späterer Zeit hinzu.